# Bermuda International 1970
Die Bermuda International 1970 fanden vom 20. bis zum 22. April 1970 in Hamilton statt. Es war die siebente Austragung dieser internationalen Titelkämpfe der Bermudas im Badminton.

## Sieger und Finalisten
| Disziplin          | Gold                         | Silber                       |
| ------------------ | ---------------------------- | ---------------------------- |
| Herreneinzel       | Ed Yablonski                 | Colin Ayling                 |
| Dameneinzel        | Louise Leslie                | June Mackenzie               |
| Herrendoppel       | Jack Wallis Ed Yablonski     | Jack Flynn Sam Smyth         |
| Damendoppel        | Louise Leslie Lillian Clegg  | Annie Longard Gladys Longard |
| Mixed              | Colin Ayling Louise Leslie   | Ray Moore Coral Hankey       |
| Mixed (restricted) | Morris Lane Christine Brewer | Norman Steynor Pamela Bowman |